# گله

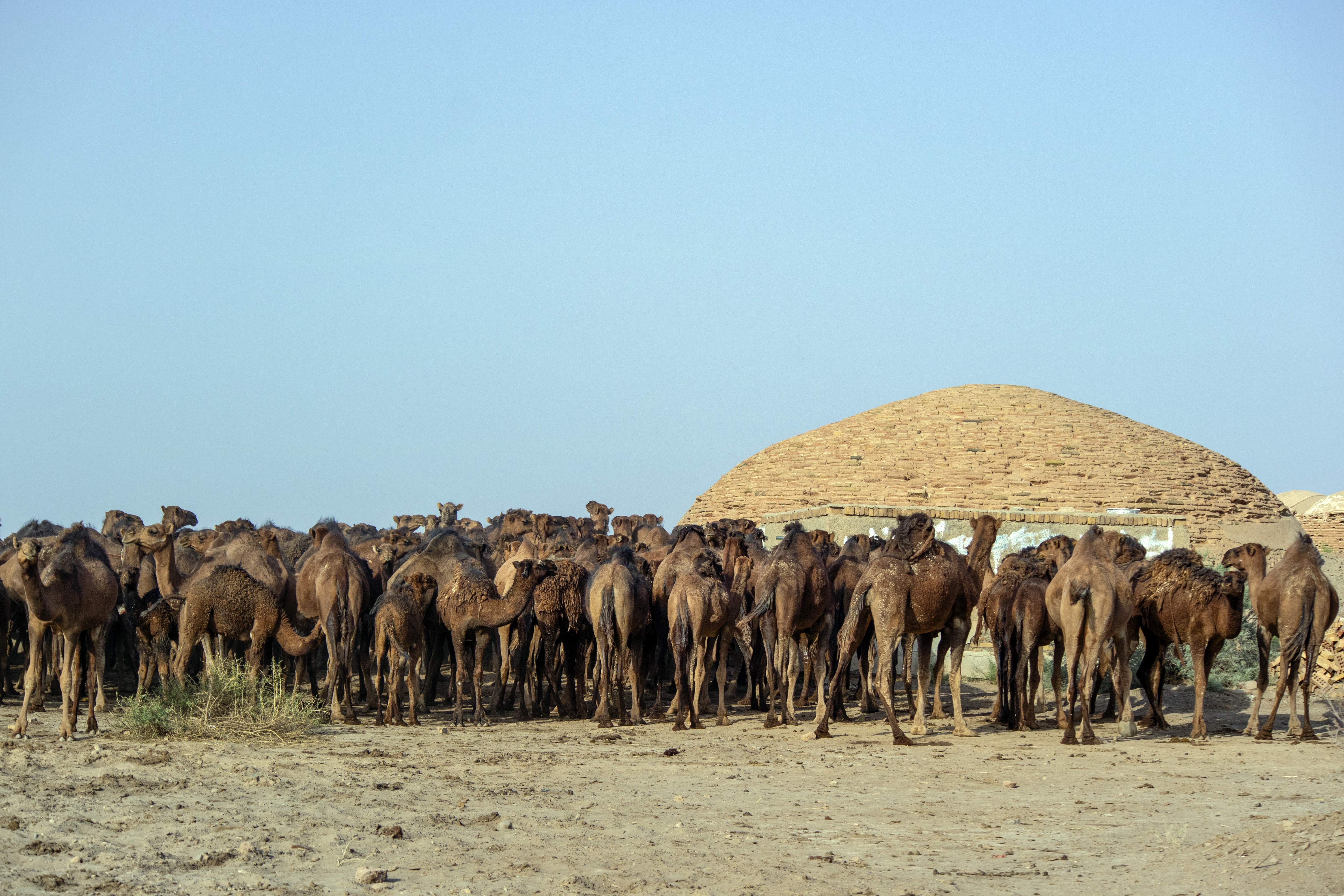
چرای گله شتر، در حوالی کاروانسرای دیرگچین در پارک ملی کویر

گله یا رمه به گروهی اجتماعی از جانوران از گونه‌ای یکسان، اهلی، نیمه‌اهلی یا وحشی از جمله گوسفند، گاو، بز، شتر، اسب، خر، قاطر، گوزن، آهو و غیره که با هم زندگی یا حرکت کنند گفته می‌شود. به نوع رفتار اشتراکی مرتبط با گله، رفتار گله‌ای گفته می‌شود. به نوع رفتار در این جانوران، از رفتار اجتماعی نیز است.
به پرورش گله‌ها از سوی انسان به منظور بهره‌برداری اقتصادی، گله‌داری گفته می‌شود. گله‌داری در ایران به‌طور عمده توسط عشایر کوچ‌رو صورت می‌گیرد اما روستاییان و عشایر یکجانشین هم دارای گله هستند.
در آمریکا گله‌های بزرگی را درون منطقه محصوری پرورش داده و نگهداری می‌کنند که به آن محدوده رنچ (ranch) گفته می‌شود.